# 10 augusti
10 augusti är den 222:a dagen på året i den gregorianska kalendern (223:e under skottår). Det återstår 143 dagar av året.

## Återkommande bemärkelsedagar

### Nationaldagar
- Ecuadors nationaldag (till minne av utbrottet av självständighetskampen mot det spanska kolonialväldet 1809)

### Helgondagar
- Larsmäss, helgondag för sankt Laurentius, i Sverige känd som sankt Lars

## Namnsdagar

### I den svenska almanackan
- Nuvarande – Lars
- Föregående i bokstavsordning
  - Lars – Namnet infördes på dagens datum 1901 och har funnits där sedan dess.
  - Lasse – Namnet infördes på dagens datum 1986, men utgick 1993.
  - Laurentius – Namnet fanns, till minne av Sankt Lars en romersk diakon, som blev martyr 258, på dagens datum före 1901, då det utgick.
  - Lorentz – Namnet infördes på dagens datum 1986, men flyttades 2001 till 15 januari.
- Föregående i kronologisk ordning
  - Före 1901 – Laurentius
  - 1901–1985 – Lars
  - 1986–1992 – Lars, Lasse och Lorentz
  - 1993–2000 – Lars och Lorentz
  - Från 2001 – Lars
- Källor
  - Brylla, Eva (red.): Namnlängdsboken, Norstedts ordbok, Stockholm, 2000. ISBN 91-7227-204-X
  - af Klintberg, Bengt: Namnen i almanackan, Norstedts ordbok, Stockholm, 2001. ISBN 91-7227-292-9

### Finlandssvenska almanackan
- Nuvarande från 2020[1] – Lars, Lasse, Lorentz
- I föregående revideringar[a][2]
  - 1929–2004 – Lars
  - 2005–2014 – Lars, Lorentz
  - 2015–2019 – Lars, Lorentz, Lasse

## Händelser
- 654 – Efter att påvestolen har stått tom i över ett år (sedan Martin I har blivit avsatt den 17 juni året före, väljs Eugenius I till ny påve. Eftersom det är den bysantinske kejsaren Konstans II som har avsatt Martin är det också troligt att det är på kejsarens befallning som Eugenius tillträder, med avsikten att han ska vara mer medgörlig mot kejsaren. Så blir dock inte fallet och så småningom ger den avsatte Martin också sitt godkännande till Eugenius pontifikat, vilket visar att denne fortsätter att hävda påvedömets ställning mot kejsaren. Efter att Eugenius har avvisat ett försoningsbrev från patriarken Petrus i Konstantinopel ser det ut som att han ska gå samma öde till mötes som Martin, men när muslimerna strax därpå invaderar Rhodos får kejsaren annat att tänka på och redan 657 avlider Eugenius.
- 1387 – En vecka efter den dansk-norske kungen Olof Håkanssons oväntade död, endast 17 år gammal, övertar hans mor drottning Margareta styret av Danmark, då stormännen väljer henne till dansk riksföreståndare. Året därpå väljs hon även till regerande drottning av Norge, då Olof även var kung där, eftersom hans far var den norske kungen Håkan Magnusson. 1389 blir hon även regerande drottning av Danmark och dessutom sluter hon en allians med de svenska stormännen mot den svenske kungen Albrekt av Mecklenburg, som hon lyckas avsätta, varefter hon även blir regerande drottning av Sverige.
- 1501 – En dryg vecka efter att ett svenskt uppror har utbrutit mot den danske unionskungen Hans, genom att svenska stormän har ”uppsagt kungen tro och lydnad” (1 augusti) får det hela mer konkreta former, genom att en svensk upprorshär börjar belägra Örebrohus, där den avskydde fogden Jöns Falster residerar. När kung Hans två dagar senare får veta detta beger han sig från Stockholm till Köpenhamn för att värva en armé för att slå ner upproret, medan han lämnar kvar sin drottning Kristina av Sachsen i Stockholm, för att leda försvaret där. Jöns Falster kommer att hålla ut till senvintern 1502, då han tvingas kapitulera och upprorsmännen kan inta Örebrohus. Trots att Falster får fri lejd till Stockholm blir han strax därpå ihjälslagen av uppretade stadsbor i Arboga.
- 1519 – Den portugisiske sjöfararen och upptäcktsresanden Ferdinand Magellan inleder världens första världsomsegling, då han med fem fartyg (Trinidad, San Antonio, Concepción, Victoria och Santiago) lämnar hamnen i Sevilla. Efter att ha seglat nerför floden Guadalquivir fastnar expeditionen dock i en månad i kuststaden Sanlúcar de Barrameda, innan de spanska myndigheterna släpper iväg expeditionen den 20 september. Därefter går färden först till Sydamerika, där man gör flera strandhugg, innan man seglar genom det sund, som blir uppkallat efter expeditionsledaren och sedan kan ge sig ut på Stilla havet. Den 27 april 1521 blir Magellan dödad på Filippinerna, men expeditionen fortsätter tills den slutligen kan återvända till Sanlúcar de Barrameda i september 1522, efter tre års resa.
- 1537 – Gustav Vasa låter påbörja byggandet av det nya Gripsholms slott. Det har funnits en borg på platsen sedan 1300-talet, då den dåvarande ägaren Bo Jonsson (Grip) lät uppföra den och denna har tillfälligt, sedan slutet av 1400-talet, varit del av ett kloster. Efter att kungen nu har tagit över den låter han helt riva den gamla borgen och uppföra en ny, som är tänkt att bli en del av Sveriges fasta försvar. 1545 är bygget i princip klart, även om flera tillbyggnader görs även under kommande år. Slottet blir historiskt känt som ”kungligt fängelse”, då kung Erik XIV låter sätta sin bror hertig Johan i husarrest där 1563–1567 och Johan sedan håller Erik fången där (1571–1573) efter att han har blivit avsatt. Även kung Gustav IV Adolf sitter några veckor i husarrest på slottet efter sin avsättning 1809.
- 1628 – Det nya svenska krigsskeppet Vasa förliser på Stockholms ström. Man har ägnat tre år åt att bygga fartyget på skeppsvarvet på nuvarande Blasieholmen och tanken är att det ska sättas in i kriget mot Polen. Även om olika prov har visat att fartyget är för rankt (det vill säga för högt och ostadigt) för att kunna seglas ordentligt förbereder man för avfärd, som alltså sker denna dag. Fartyget kommer dock bara några hundra meter, innan vinden tar tag i det och får det att förlisa på Strömmen. Det hinner alltså inte ens ut till Dalarö, där soldater väntar på att gå ombord. Den efterföljande utredningen fastslår att förlisningen inte är någon enskild persons fel och därför blir ingen dömd för katastrofen. Fartyget kommer sedan att vila på Strömmens botten i nästan 333 år, innan det bärgas i april 1961. Numera är det en av Stockholms största turistattraktioner och finns på Vasamuseet på Djurgården.
- 1675 – Observatoriet i Greenwich börjar byggas efter ritningar av arkitekten Christopher Wren. Det står klart sommaren därpå och kommer med tiden att spela en viktig roll inom astronomi och navigation. Den meridian som passerar genom observatoriet blir känd som Greenwichmeridianen och blir sedermera den man utgår från som ”nollmeridianen” och den från vilken världens tidszoner utgår.
- 1792 – Det franska kungliga palatset Tuilerierna i Paris, där kungafamiljen residerar, stormas av Nationalgardet. Under våren och sommaren 1792 har spänningarna mellan kungen och den revolutionära Nationalförsamlingen ökat dramatiskt, då kungen har lagt in sitt veto mot flera reformförslag som man har försökt införa. Den 1 augusti har Paris nåtts av nyheten att preussarna och österrikarna (som Frankrike är i krig med) avser att ta en blodig hämnd på Paris om kungafamiljen kommer till skada (bland annat då drottningen, Marie-Antoinette, ursprungligen kommer från Österrike). För att förekomma detta och sätta kungafamiljen i tryggt förvar genomförs stormningen av palatset denna dag. Detta leder till att kung Ludvig XVI den 21 september samma år blir avsatt och den franska monarkin avskaffas dagen därpå. Det blir också inledningen på det så kallade ”Skräckväldet” under ledning av politikern Maximilien de Robespierre.
- 1793 – Det kungliga palatset Louvren i Paris öppnas för allmänheten som konstmuseum. Sedan franska revolutionens utbrott 1789 har franska staten samlat in en mängd konstverk, inte minst från avrättade och flydda adelsmän och dessa har förvarats i palatset. Därför får man idén att visa upp dem på detta vis och med tiden blir Louvren världens mest kända museum, där bland annat Leonardo da Vincis världsberömda målning Mona Lisa kommer att förvaras.
- 1808 – En svensk armé på omkring 2300 man under ledning av general Georg Carl von Döbeln besegrar en rysk här på 1150 man, ledd av Dmitri Šepelev, i slaget vid Kauhajoki under finska kriget, som har pågått i ett halvår. Efter slaget vid Lappo den 14 juli har kriget stått still, men i och med den svenska segern vid Kauhajoki börjar det röra på sig igen, vilket leder fram till den svenska segern vid Jutas den 13 september, men också nederlaget vid Oravais dagen därpå.
- 1821 – Missouri upptas som den 24:e delstaten i den amerikanska unionen.[3] Staten förblir slavstat, men väljer under amerikanska inbördeskriget 40 år senare att kvarstanna i unionen.
- 1969 – Dagen efter att skådespelaren Sharon Tate och fyra av hennes gäster har blivit mördade i hennes lyxvilla i Los Angeles av medlemmar av Mansonfamiljen begår ”familjen” ett nytt mord. Efter att ledaren Charles Manson har blivit besviken på hur medlemmarna har utfört mordet på Tate och hennes gäster tar han dem med för att visa ”hur det ska gå till”. Efter några timmars fundering på vilka som ska bli nästa offer stannar man vid ytterligare en villa och mördar de boende där, affärsinnehavaren Leno LaBianca och hans hustru Rosemary.
- 1975 – Tidningen Dagens Nyheter och Kungliga Filharmoniska Orkestern arrangerar för första gången utomhuskonserten ”Filharmonikerna i det gröna” på Gärdet i Stockholm. Tidningens dåvarande marknadschef Cian Lund och journalisten Thorleif Hellbom har skapat arrangemanget, inspirerade av konserter i New Yorks Central Park, som ”en opretentiös picknickkonsert i det gröna med klassisk musik”. Arrangemanget genomförs årligen än idag (2025) även om det under Covid-19-pandemin fick göras digitalt och då kallades ”Filharmonikerna i det blå” (med anspelning på att konserten gick att se ”i molnet”, det vill säga på internet).
- 1987 – Polis och ungdomsgäng drabbar samman i Kungsträdgården och Stockholm, vilket blir kulmen på de så kallade Kungsträdgårdskravallerna, som har pågått sedan våren samma år. Omkring 150 ungdomar i åldrarna 15–17 år grips, men de flesta släpps snart. Under kravallerna, som har pågått på helger, har ungdomarna vandaliserat egendom för tusentals kronor, men i och med ingripandet denna dag ebbar kravallerna ut. Polisen får dock kritik för att ha uppviglat ungdomarna. En av de inblandade ungdomarna är Paolo Roberto, som samma år har medverkat i filmen Stockholmsnatt där han spelar sig själv och som handlar om ungdomsproblemen.
- 2003
  - Den rysk-ukrainske kosmonauten Jurij Malentjenko blir den förste person som gifter sig i rymden. Bröllopet genomförs då han befinner sig på Internationella rymdstationen omkring 390 kilometer ovanför Nya Zeeland, medan hans brud, Jekaterina Dmitrieva, befinner sig i Texas.
  - Balkbanan Okinawa Monorail invigs och blir därmed den första tåglinjen på den japanska ön Okinawa sedan andra världskriget. Linjen är knappt 13 kilometer lång och går från flygplatsen till centrum i staden Naha på ön. Tack vare öns läge långt sydväst om japanska fastlandet innehåller denna linje Japans sydligaste och västligaste järnvägsstationer.

## Födda
- 1520 – Madeleine av Valois, Skottlands drottning (gift med Jakob V)
- 1585 – Olaus Laurelius, svensk professor och biskop i Västerås
- 1673 – Johann Konrad Dippel, tysk läkare, teolog och alkemist
- 1762 – Axel Gabriel Silfverstolpe, svensk hovman, politiker och skald, ledamot av Svenska Akademien
- 1790 – George McDuffie, amerikansk demokratisk politiker, guvernör i South Carolina och senator för samma delstat
- 1799 – Samuel Dickinson Hubbard, amerikansk whigpolitiker, USA:s postminister
- 1802 – Dixon H. Lewis, amerikansk demokratisk politiker, senator för Alabama
- 1810 – Camillo di Cavour, italiensk politiker, centralgestalt inom Italiens enande och Italiens förste premiärminister
- 1843
  - Joseph McKenna, amerikansk jurist och republikansk politiker, USA:s justitieminister
  - W. Chrystie Miller, amerikansk skådespelare
- 1845 – Abaj Qunanbajuly, kazakisk poet, kompositör och filosof
- 1868
  - Hugo Eckener, tysk ingenjör och luftskeppskonstruktör
  - Carl Deurell, svensk skådespelare
- 1870 – Lars Sonck, finlandssvensk arkitekt
- 1873 – Wilhelm Berndtson, svensk skådespelare
- 1874 – Herbert Hoover, amerikansk republikansk politiker, USA:s finansminister och president
- 1880 – Birger Ekeberg, svensk jurist, statsråd, justitieråd och riksmarskalk, ledamot av Svenska Akademien
- 1890 – Gerda Boëthius, svensk konsthistoriker
- 1902
  - Arne Tiselius, svensk kemist och professor i biokemi, mottagare av Nobelpriset i kemi 1948
  - Norma Shearer, amerikansk skådespelare
- 1903 – Lasse Krantz, svensk skådespelare, sångare och revyartist
- 1913 – Wolfgang Paul, tysk fysiker, mottagare av Nobelpriset i fysik 1989
- 1914 – Ken Annakin, brittisk filmregissör, producent och manusförfattare
- 1915 – Vincent Jonasson, svensk sångare, kompositör, textförfattare och skådespelare
- 1921 – Ion Negoițescu, rumänsk litteraturhistoriker och författare
- 1923 – Rhonda Fleming, amerikansk skådespelare
- 1924
  - Sven-Eric Gamble, svensk skådespelare
  - Jean-François Lyotard, fransk filosof och litteraturvetare
- 1928
  - Eddie Fisher, amerikansk sångare och skådespelare
  - Bengt Kredell, svensk elektronikingenjör, industriforskare och företagsledare
- 1930 – Martha Keys, amerikansk demokratisk politiker, kongressledamot
- 1933 – Doyle Brunson, amerikansk pokerspelare
- 1939 – Lars Amble, svensk skådespelare och regissör
- 1943
  - Louis E. Brus, amerikansk fysiker och kemist, mottagare av Nobelpriset i kemi 2023
  - Antoine Ghanem, libanesisk politiker
- 1944 – Björn Ferm, svensk femkampare, OS-guld 1968
- 1945 – Gerthi Kulle, svensk skådespelare
- 1946 – Markku Huhtamo, finländsk skådespelare
- 1947
  - Ian Anderson, brittisk sångare, gitarrist och flöjtist
  - Sten Berglund, svensk statsvetare och professor
- 1951
  - Plura Jonsson, svensk låtskrivare, sångare, gitarrist och författare
  - Juan Manuel Santos, colombiansk politiker, Colombias president
- 1952 – Thomas Annmo, svensk skådespelare och sångare
- 1954 – Michèle Bjørn-Andersen, dansk skådespelare
- 1956 – Max Hardcore, amerikansk skådespelare, regissör och producent
- 1957 – David Crane, amerikansk producent och manusförfattare
- 1958 – Rosie Winterton, brittisk parlamentsledamot för Labour och vice talman i brittiska underhuset
- 1959 – Rosanna Arquette, amerikansk skådespelare, regissör och producent
- 1960 – Antonio Banderas, spansk skådespelare och sångare
- 1963 – Chip Pickering, amerikansk republikansk politiker
- 1971
  - Matti Berenett, svensk skådespelare
  - Roy Keane, irländsk fotbollsspelare
- 1972 – Inday Ba, svensk-brittisk skådespelare
- 1976 – Emilia de Poret, svensk sångare och modeskribent
- 1980 – Pua Magasiva, nyzeeländsk skådespelare
- 1984 – Sandra Beijer, svensk bloggare, författare och krönikör
- 1987 – Chastity Lynn, amerikansk skådespelare
- 1990 – Elise Kellond-Knight, australisk fotbollsspelare
- 1997 – Kylie Jenner, amerikansk TV-profil, realitystjärna, entreprenör och modell
- 1999 – Frida Karlsson, svensk längdskidåkare

## Avlidna
- 258 – Sankt Lars, kristen diakon, martyr och helgon
- 1250 – Erik Plogpenning, kung av Danmark
- 1590 – Kristina av Danmark, dansk prinsessa, hertiginna av Milano och Lothringen
- 1653 – Maarten Tromp, nederländsk sjöamiral
- 1759 – Ferdinand VI, kung av Spanien
- 1806 – Michael Haydn, österrikisk kompositör
- 1837 – John Williams, amerikansk militär, diplomat och demokratisk-republikansk politiker, senator för Tennessee
- 1881 – Orville Hickman Browning, amerikansk politiker och advokat, senator för Illinois och USA:s inrikesminister
- 1896 – Otto Lilienthal, tysk flygpionjär
- 1909 – Arvid Kempe, svensk lektor och liberal politiker
- 1912 – Paul Wallot, tysk arkitekt
- 1913 – Johannes Linnankoski, finländsk författare, dramatiker och diktare
- 1916 – Karl Westerström, svensk godsägare och högerpolitiker
- 1928
  - Hjalmar Selander, svensk skådespelare, regissör och teaterdirektör
  - Leoš Janáček, tjeckisk tonsättare, musikteoretiker, folklorist, publicist och lärare
- 1930 – Ragnar Billberg, svensk skådespelare
- 1957 – Hamilton C. Jones, amerikansk demokratisk politiker, kongressledamot
- 1976 – Karl Schmidt-Rottluff, tysk expressionistisk målare och grafiker
- 1981 – Duško Popov, dubbelagent under andra världskriget
- 1983
  - Ruben Rausing, svensk företagare, grundare av företaget Tetra Pak
  - John Cullberg, svensk kyrkoman, biskop i Västerås stift
- 1987 – Karl-Erik Stark, svensk skådespelare
- 1993 – Øystein Aarseth, norsk musiker med artistnamnet Euronymous, gitarrist i gruppen Mayhem
- 1998 – Åke Ragnar Wide, svensk konstnär och grafiker
- 2000 – Artur Erikson, svensk kristen sångare, pastor i Svenska Missionsförbundet
- 2007 – Tony Wilson, brittisk skivbolagschef samt tv- och radioprogramledare
- 2008 – Isaac Hayes, amerikansk sångare och låtskrivare
- 2012 – Philippe Bugalski, fransk rallyförare
- 2014
  - Constantin Alexandru, rumänsk brottare
  - Ulla Wikander, svensk skådespelare
- 2021 – Eduardo Martínez Somalo, spansk romersk-katolsk kardinal, Camerlengo